# W76 (核彈頭)
W76是一種美國研發的熱核彈頭，設計用於UGM-96三叉戟I型潛射彈道導彈，隨後因三叉戟I型被分階段停止使用而移至UGM-133A三叉戟II型潛射彈道導彈。第一個變種型號，W76 mod 0 (W76-0)在1978-1987年期間生產，在2008-2018年期間逐步被W76 mod 1 (W76-1)取代，完全取代了現役庫存中的Mod 0。在2018年，宣佈了一些Mod 1核彈頭會被轉換為新的低當量版本W76 mod 2 (W76-2)。第一批W76-2核彈頭會在2019年底部署。

## 歷史
該核彈頭最初是由洛斯阿拉莫斯國家實驗室設計，在1978-1987年期間生產，並安裝在UGM-96三叉戟I型潛射彈道導彈系統上，但後來落基山脈核工廠(英語: Rocky Flats Plant)在僅生產了400枚W88核彈頭的情況下，便在1989年關閉後，決定將W76轉移到UGM-133A三叉戟II型潛射彈道導彈上。
美國政府在2000年批准了800枚核彈頭的壽命延長計劃(英語: life extension program)，後來增加到2,000枚。壽命延長計劃的目的是延長彈頭的服役壽命20年，並增加新的安全功能。W76-1的生產在2008年9月展開，美國能源部美國國家核安全局在2018年成功將所有W76-0彈頭升級至W76-1設計。
2018年的《核態勢評估》宣佈將會生產W76的新變種型號，W76-2。W76-2是為低當量核彈頭，估計爆炸當量為0.5-0.7萬噸。美國國家核安全局在2019年1月宣佈已經開始生產W76-2。預計在2019年最後一個季度具備初步運行能力，該彈頭的生產工廠，Pantex工廠，預計生產將持續到2024財政年度。根據美國科學家聯盟，W76-2會在2019年底的行動巡邏期間，首次部署在田納西號潛艇(SSBN-734)上。美國國防部在2020年2月確認，W76-2已經「上場」了。
W76-2是目前美國核武庫中數量最多的核武器，W76-2已替換了安裝在UGM-73海神彈道飛彈上的爆炸當量為5萬噸的W68。

## 設計
W76-0設計爆炸當量為10萬噸，而它的替代品W76-1的當量為9萬噸。W76-2估計當量為0.5-0.7萬噸。
W76-0安裝在Mk4重返大氣層載具中，而W76-1和W76-2則安裝在較新的Mk4A重返大氣層載具中。重返大氣層載具和核彈頭估計約重95kg(209磅)。
在W76-1的壽命延長計劃中，彈頭配備了新的MC4700武裝、引信和發射(英語: arming, fuzing and firing, AF&F)系統。MC4700武裝、引信和發射系統增加了摧毀硬性目標(如地下導彈發射井和碉堡)的機率。它首先通過計算在大氣層外距離目標的距離(在大氣層改變彈頭的軌道之前)，然後根據加速度連續計算它在一條線上的位置實現這一點。如果接觸引信被觸發(如撞擊到目標)，炸彈引爆，但如果引信系統計算出它會錯過目標，它會在離開目標的殺傷半徑(殺傷半徑為球形，並非圓形)前引爆炸彈。作為對比，沒有上述智能引信的彈頭會在錯過目標時會繼續飛行，離開殺傷半徑(在殺傷半徑內引爆會摧毀目標)，並撞擊地面，觸發撞擊引信並在殺傷半徑外引爆彈頭。

## 外部連結
- W76 information at Nuclear Weapon Archive
- W76 information （页面存档备份，存于） at Global Security （页面存档备份，存于）
- Imminent House Vote on New Low-Yield Nuclear Weapon | Union of Concerned Scientists （页面存档备份，存于）